# Mélisey (Yonne)
Mélisey is een gemeente in het Franse departement Yonne (regio Bourgogne-Franche-Comté) en telt 285 inwoners (2005). De plaats maakt deel uit van het arrondissement Avallon.

## Geografie
De oppervlakte van Mélisey bedraagt 21,9 km², de bevolkingsdichtheid is 13,0 inwoners per km².
De onderstaande kaart toont de ligging van Mélisey (Yonne) met de belangrijkste infrastructuur en aangrenzende gemeenten.

## Demografie
Onderstaande figuur toont het verloop van het inwonertal (bron: INSEE-tellingen).